# Strmec pri Leskovcu
Strmec pri Leskovcu je naselje v Občini Videm.